# Ru Paré
Henrica Maria Paré (Druten, 14 juli 1896 - Den Haag, 25 februari 1972), was een Nederlands verzetsstrijder en kunstschilder. Tijdens de Tweede Wereldoorlog heeft ze tweeënvijftig Joodse kinderen gered. Haar verzetsnaam voor hen was Tante Zus. Als kunstenaar werkte zij onder de naam Ru Paré.

## Jeugd  en opleiding
Paré werd geboren in Druten in Gelderland in een gegoed milieu en groeide op in een gezin met een oudere broer, Nicolaas. Haar vader, Nicolaas Paré, de zoon van een Doetinchemse predikant, was eigenaar van een steenfabriek in Druten en haar moeder, Hélène Henriëtte Hoogeveen kwam uit een familie van leraren, hoogleraren en militairen. Twee jaar na haar geboorte liet haar vader een stalen vrachtschip voor het vervoer van de bakstenen bouwen dat haar naam Henrica Maria kreeg. Het wrak ervan is nog steeds te vinden in de voormalige monding van het Zandgat in de uiterwaard van de Waal bij Hurwenen. Haar roepnaam die ze later sociaal bleef gebruiken was Zus. Rond 1900 verhuisde het gezin van Druten naar Nijmegen, waar ze naar school ging. Op de middelbare school was ze geen hoogvlieger, alleen in tekenen en handvaardigheid stak zij boven haar klasgenoten uit. Omdat ze graag schilder wilde worden, ging ze tussen 1915 en 1917 in de leer bij Jan van Vucht Tijssen. Via hem kwam zij in het voorjaar van 1919 terecht bij de Haagse portretschilder Albert Roelofs.

## Werkzaamheden
Paré verhuisde in 1918 naar Den Haag, waar ze op kamers in een meisjespensionaat ging wonen. Een jaar later werd ze toegelaten tot de Academie voor Beeldende Kunsten in Den Haag. In het huis woonde ook de later bekende zangeres Do Versteegh. Met haar ontwikkelde ze een hechte vriendschap. In 1920 verhuisde ze naar een huis dat haar ouders hadden gekocht in de Van Beuningenstraat 75, in het Haagse Statenkwartier, waar ze ging samenwonen met Versteegh. Na het overlijden van haar docent Albert Roelofs volgde ze lessen bij Willem van Konijnenburg aan de Academie en bij hem thuis. In zijn atelier in het Hofje van Nieuwkoop kreeg ze samen met een aantal andere leerlingen - onder wie Koningin Wilhelmina - les in anatomie, perspectief en compositieleer. Ook  werd ze lid van Pulchri Studio en de Haagsche Kunstkring. Haar werk, met een sterke nadruk op landschappen, stadsgezichten en portretten, begon ze sindsdien te signeren met ‘Ru Paré’.
Het kostte Paré weinig moeite om haar plek te vinden in het artistieke klimaat van vooroorlogs Den Haag. Ze werkte in verschillende stijlen, meestal figuratief, maar soms ook abstract. Een van haar belangrijke inspiratiebronnen was Jan Toorop, met wie ze ook samen exposeerde. Toorop had ook een eigen galerie waar hij werken van Paré exposeerde. In de jaren dertig maakte ze deel uit van kunstenaarsgroepen als de Onafhankelijken en de Club van Tien. Tussen 1928 en 1937 werd werk van haar geëxposeerd in het Stedelijk Museum in Amsterdam als onderdeel van de groepstentoonstellingen van de Onafhankelijken. Ze onderhield ook nauwe contacten met de schrijvende elite van haar tijd, zoals met Hein von Essen en Ben van Eysselsteijn, met wie ze een warme vriendschap onderhield. Ook had ze een bijzondere band met Henri Lankhout, de eigenaar van de bekendste drukkerij in de Hofstad, bij wie kunstenaars hun werk konden lithograferen. Het ging in Den Haag om een kring van scheppende lieden die elkaar allemaal kenden en wisten te vinden. Een creatieve wereld, waar ze decennialang deel van uitmaakte.

## Verzetswerk
Toen in de Tweede Wereldoorlog de deportaties begonnen, stopte Paré met haar werk als schilder. Ze weigerde het verplichte lidmaatschap van de Nederlandsche Kultuurkamer en vulde haar tijd met het zoeken van onderduikadressen voor Joodse kinderen. Van Lier werkte nauw samen met het Utrechts Kindercomité, dat onderduikadressen regelde voor de jeugd. Paré werd het ‘Haagse filiaal’ van deze beweging. De kleinkinderen van drukker Lankhout waren de eersten die ze hielp verbergen. Er volgden vijftig andere kinderen, die haar allemaal kenden als ‘Tante Zus’. Haar schildersdoos toverde ze om tot een reiskoffer vol spullen om de ondergedoken kinderen bij te staan. Op haar damesfiets reed ze vele honderden kilometers, om de kinderen af en toe te kunnen verrassen met nieuwe kleren of speelgoed. Voor de families die de kinderen hadden opgenomen, regelde ze geld en voedselbonnen. Indien nodig bracht ze de kinderen naar een nieuw adres. Weliswaar onderhield Ru Paré contacten met de Landelijke Organisatie voor Hulp aan Onderduikers (LO), maar ze opereerde toch vooral autonoom. Samen met Do Versteegh wijdde ze al haar tijd aan het zoeken naar adressen om de kinderen veilig onder te brengen. Wanneer er valse persoonsbewijzen nodig waren, benaderde ze de kunstenaar Chris Lebeau, die de zwarte J (van ‘Jood’) uit de papieren verwijderde.

## Na de oorlog
Na de bevrijding ging Ru Paré samen met Do Versteegh weer in de Van Beuningenstraat 75 wonen. Het huis was na het overlijden van haar vader verhuurd geweest. In het huis had ze haar eigen atelier en hield ze ook exposities. Paré pakte het schilderen weer op, maar met minder ambitie dan vóór de oorlog. In het veranderde artistieke klimaat in Den Haag wist ze haar draai niet meer helemaal te vinden. Met de meeste kinderen die ze had helpen onderduiken, hield ze contact. In de oorlog waren zestien van deze kinderen hun ouders kwijtgeraakt. Mede dankzij Tante Zus kon het echtpaar Leny en Leo Levin deze kinderen adopteren. Met dit gezin, dat zelf drie kinderen telde, emigreerden de geredde kinderen in 1949 naar Israël. Met hun redster hebben ze tot aan haar dood in 1972 contact gehouden.

## Waardering en overlijden
Hoewel Ru Paré haar verzetsdaden tijdens de oorlog als haar morele plicht zag, iets dat je gewoon deed en waar je verder over zweeg, dachten de door het echtpaar Levin geadopteerde kinderen daar anders over. Dankzij hen ontving zij in 1968 tijdens een ceremonie in Yad Vashem de onderscheiding Rechtvaardige onder de Volkeren en werd daar te harer ere een boom geplant. Ze ontmoette toen ook de door haar geredde kinderen die naar Israël waren geëmigreerd. In 1970 overleed haar vriendin Do Versteegh. Anderhalf jaar later werd Paré in haar atelier, zittend in haar stoel, levenloos aangetroffen. Haar erfenis ging voor een gedeelte naar de kinderen van het echtpaar Levin en een ander deel naar de stichting die ter nagedachtenis aan haar vriendin was opgericht en die zich inzet voor stemonderzoek.

## Nalatenschap
De aandacht voor haar teken- en schilderwerken verflauwde niet. In 1986 werd een deel van haar werk aan de Rijksdienst  Beeldende Kunst geschonken. Om haar nagedachtenis te eren werd een Ru Paré Stichting in het leven geroepen. De politica Hanneke Gelderblom, kleindochter van drukker Henri Lankhout en een van de door Tante Zus geredde kinderen, zorgde er in 1988 voor dat in de verzetsheldenbuurt in Den Haag een Ru Paréstraat kwam. Ook in Druten is een straat naar haar genoemd en in Amsterdam Slotervaart is een school naar haar genoemd. Sinds 2025 heeft ook de gemeente Utrecht een Ru Parélaan, een straat in de nieuwe wijk De Nieuwe Defensie, waar alle straten vernoemd zijn naar vrouwelijke verzetshelden. 
In opdracht van de Ru Paré Stichting inventariseerde kunsthistorica Esther Dieltjes in 2011 het werk van de kunstenares.